# Harold Throckmorton
Pour les articles homonymes, voir Throckmorton.
Harold A. Throckmorton (né le 12 avril 1897 et mort en mai 1958) est un joueur de tennis américain. 
Originaire d'Elizabeth (New Jersey) et diplômé de la Woodbridge High School (New Jersey), il devint champion junior de tennis des États-Unis en 1916.
Il a aussi remporté les Internationaux des États-Unis en double messieurs en 1917 en faisant équipe avec Fred Alexander.
En 1918, il servait dans l'artillerie de l'armée américaine. Il devint homme d'affaires par la suite.

## Palmarès en Grand Chelem

### Titre en double (1)
|   | Date | Nom et lieu du tournoi    | Cat.      | ($) | Surf.        | Partenaire     | Finalistes                  | Score          |          |
| 1 | 1917 | US Men's National Champ’s | G. Chelem |     | Herbe (ext.) | Fred Alexander | Harry Johnson Irving Wright | 11-9, 6-4, 6-4 | Parcours |